# Synetocephalus curvatus
Synetocephalus curvatus är en skalbaggsart som först beskrevs av Henry Clinton Fall 1910.  Synetocephalus curvatus ingår i släktet Synetocephalus och familjen bladbaggar. Inga underarter finns listade i Catalogue of Life.